# Jerzy Róża

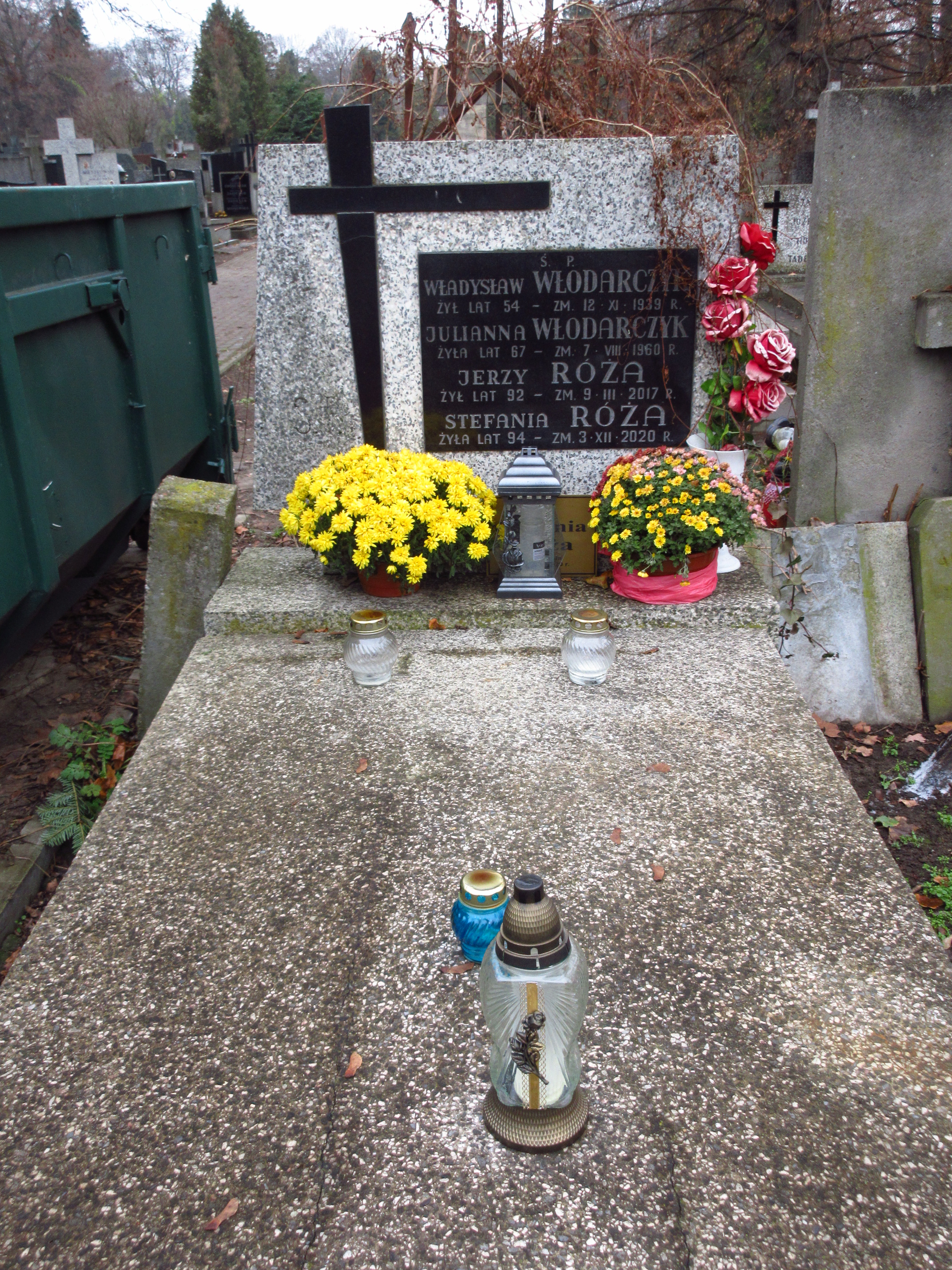
Grób Jerzego Róży na Cmentarzu Bródnowskim.

Jerzy Róża, ps. „Kaktus” (ur. 21 stycznia 1925, zm. 10 marca 2017 w Warszawie) – żołnierz Armii Krajowej IV Obwodu "Grzymała" (Ochota), obrońca Reduty Kaliskiej podczas powstania warszawskiego na Ochocie. Uczestnik walk na Mokotowie.

## Życiorys
Uczęszczał do szkoły powszechnej najpierw na ulicę Towarową, potem róg Karolkowej i Dworskiej.
Walczył w IV Obwodzie "Grzymała" (Ochota) Warszawskiego Okręgu Armii Krajowej - 3. Rejon - II zgrupowanie - pluton 420, następnie w V Obwodzie (Mokotów) Warszawskiego Okręgu Armii Krajowej - batalion "Ryś" - kompania "Gustaw". Po walkach na Ochocie wraz z oddziałem przedostał się w rejon Pęcic, gdzie wziął udział w toczonych tam walkach. Następnie przebywał w Lasach Chojnowskich, Lesie Kabackim i przez Wilanów, Sadybę dotarł na Mokotów. W trakcie powstania został postrzelony w głowę. Nie pozwolił jednak usunąć pocisku i do końca życia funkcjonował z nim w głowie.
Był startowym I Biegu na Kopiec Powstania Warszawskiego, natomiast po jego śmierci bieg ten nazwano jego imieniem. Pochowany na cmentarzu Bródnowskim (kwatera 22G-3-1).